# Småtjärnen (Stora Lundby socken, Västergötland)
Småtjärnen är en sjö i Lerums kommun i Västergötland och ingår i Göta älvs huvudavrinningsområde.